# Phlogophora emphanes
Phlogophora emphanes är en fjärilsart som beskrevs av Louis Beethoven Prout 1926. Phlogophora emphanes ingår i släktet Phlogophora och familjen nattflyn. Inga underarter finns listade i Catalogue of Life.